# SC제일은행
SC제일은행(한국스탠다드차타드은행, Standard Chartered Bank Korea Limited)은 1929년에 설립되어 2005년 영국 스탠다드차타드 은행에 인수된 대한민국의 시중은행이다. 본점은 서울특별시 종로구 종로1가(공평동)에 있다.

## 역사
- 1929년: 조선저축은행으로 설립

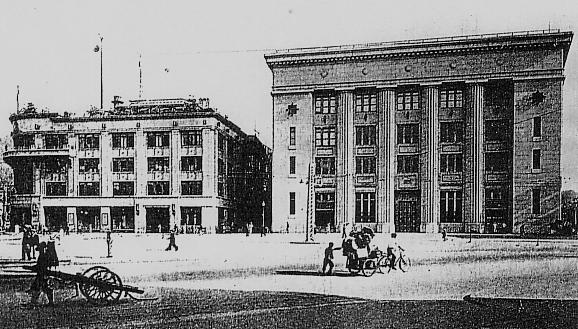
일제강점기

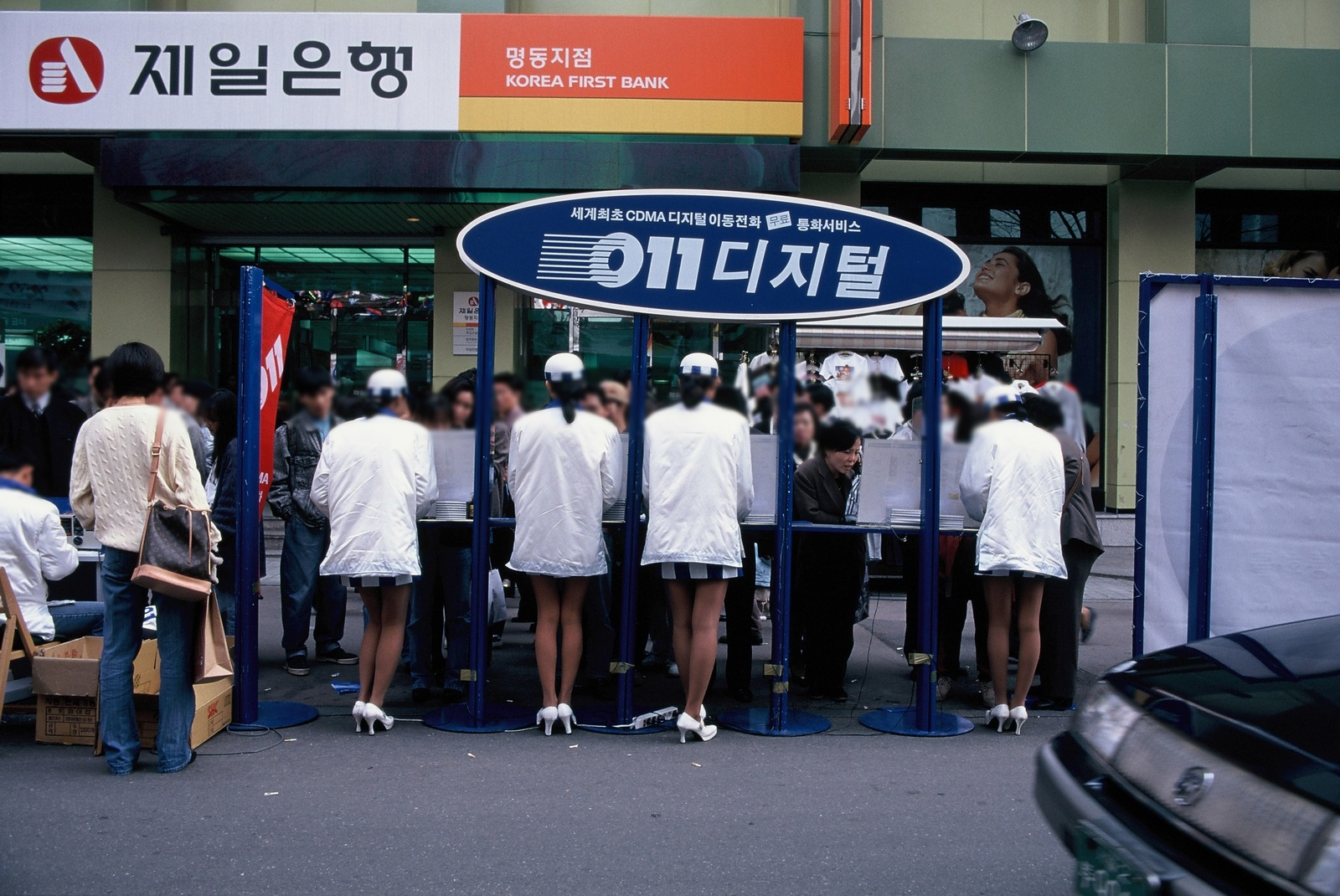
제일은행 명동지점 (1996년)

2008년 현재의 명동본점(현 제일지점) 모습.

- 1950년: 조선저축은행에서 한국저축은행으로 변경
- 1954년: 한국식산은행이 한국산업은행으로 개편되는 도중 포함되지 못한 점포 인수
- 1958년: 한국저축은행에서 제일은행(第一銀行, Korea First Bank)으로 변경
- 1981년: 제일씨티리스 인수 인계
- 1987년: 본점을 서울특별시 중구 충무로1가에서 종로구 공평동(종로1가)으로 이전
- 1994년: 상업증권 및 상업상호신용금고 인수
- 1998년: IMF 구제금융사건 당시 공적 자금이 투입된 이후 해외 매각 추진
- 1999년: 미국의 사모펀드인 뉴브리지캐피탈과 합작 계약 체결
- 2005년: 뉴브리지캐피탈이 영국의 스탠다드차타드 은행에 제일은행의 주식을 매각하면서 헐값 매각 논란 제기
- 2005년: 제일은행에서 SC제일은행으로 변경
- 2007년: 펀드사무수탁회사 에이브레인 인수 인계
- 2008년: 한국스탠다드차타드증권 설립과 동시에 아메리칸 익스프레스 서울지점 합병
- 2009년: 한국스탠다드차타드금융지주 설립
- 2012년 1월: SC제일은행에서 한국스탠다드차타드은행으로 변경
- 2014년 9월: 한국SC은행이 SC펀드서비스를 통합함
- 2014년 12월: 박종복 은행장 취임
- 2015년 1월: SC스탠다드저축은행을 일본 J트러스트에 매각 (현 JT저축은행)
- 2015년 3월: SC스탠다드캐피탈을 일본 J트러스트에 매각 (현 A캐피탈)
- 2015년 12월: 한국스탠다드차타드금융지주와 흡수 합병
- 2016년 2월: 삼성카드와 제휴 계약을 맺어 업계 최초로 은행과 카드사간 융합
- 2016년 4월: 브랜드명을 한국스탠다드차타드은행에서 SC제일은행으로 환원 (법인명은 한국스탠다드차타드은행으로 유지)
- 2022년 4월: 현대카드와 제휴 계약
- 2022년 10월 4일: 제휴 현대카드 출시
- 2022년 11월 1일: SC제일은행 BC카드 취급 중단
- 2024년 12월 27일: 우정사업본부와 업무 협약[1]

## 영업점
국내 지점(2023년 12월 말)
지점 및 출장소: 159개
국외 지점(2020년 12월 말)
세계 60여 국가에 776개의 지점이 있으며, 종업원은 6만여 명이다.

## 업무
개인금융, 기업금융, 신용카드, 전자금융, 신탁, 외환
영업시간
- 매주 평일 아침 9시 30분 ~ 오후 4시 30분[2]

카드 업무
자체적으로 카드 업무를 하지 않고, 삼성카드와 현대카드를 통해 제휴 카드를 취급한다.
제일은행 시절부터 은행신용카드협회의 창립 주주사로 참여한 것을 시작으로 비씨카드의 지분도 보유했었으나, 2009년 8월 31일에 모두 매각했다. 지분 매각과는 별개로 비씨카드 제휴 업무를 지속했으나, 삼성카드와 제휴한 후에는 조금씩 상품을 줄여 왔다. 삼성카드와의 제휴계약 후 새로 추가된 비씨카드 상품은 2017년 2월 20일에 출시한 비씨카드의 공통 상품 중 하나인 부자되세요 더 마일리지 체크카드(마스터카드/은련), 두드림플러스 V2 체크카드, 리워드W 신용/체크카드, 플러스마일 신용카드 등이 있었다. 해외겸용 브랜드는 삼성, 현대를 모두 통틀어 다이너스 클럽을 제외한 모든 브랜드를 취급하고 있으나, 체크카드는 비자카드, 마스터카드, 은련만 있다. 비씨 글로벌은 신용카드에만 있었다가 2019년 10월 21일에 출시한 두드림플러스 V2 체크카드를 통해 체크카드에도 추가됐으며, 우리카드와 더불어 해외신판이 가능했던 비씨 글로벌 체크카드였다. 은련은 체크카드에만 있었으나, 비씨카드 발행이 중지된 이후에는 삼성카드에서 연회비 1,000원을 받는 글로벌 체크카드에만 있다.

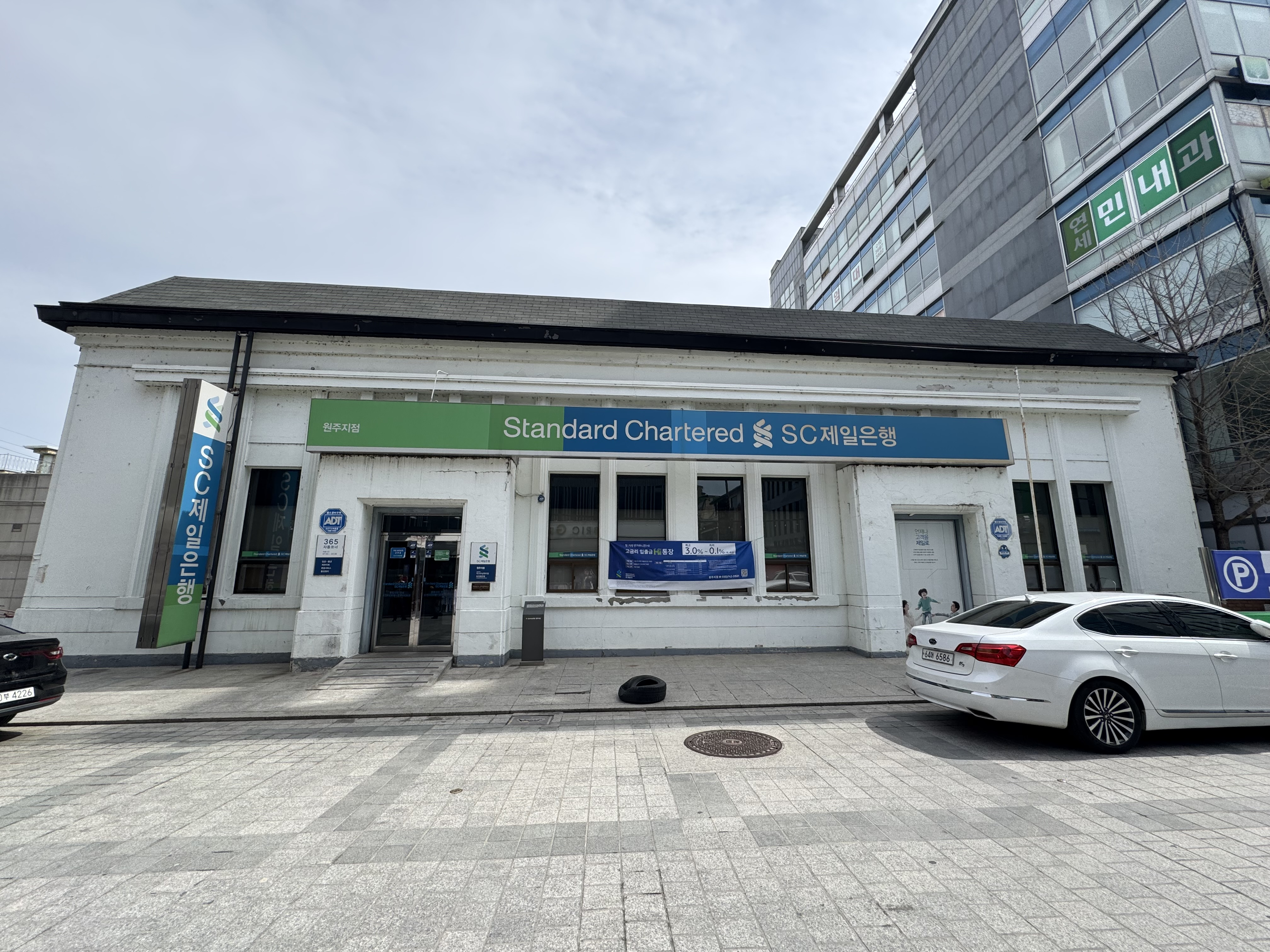
원주시에 위치한 SC제일은행 지점

체크카드는 마스터카드가 대부분이다. 일부 상품에 마에스트로가 달려 있었으나, 2018년 12월 31일에 모두 마스터카드로 전환하여 더 이상 마에스트로를 발행하지 않는다. 또한 비자 브랜드 체크카드가 삼성과 비씨 모두 단종되어 현대카드에서 제휴 체크카드가 나올 때까지 한동안 비자 체크카드가 없었다.
2022년 4월에는 현대카드와 파트너십 계약을 맺었고, 동년 10월 4일에 SC제일은행 제휴 현대 신용/체크카드를 출시했다. SC제일은행 제휴형 현대 체크카드(X, M)는 비자카드가 장착되며, 연회비를 받지 않는다. 또한 비교통형과 후불교통형 모두 비접촉 결제가 장착된다.
현대카드와 제휴계약을 체결할 즈음에 2022년 11월 1일부터 비씨카드 취급을 중단한다고 발표했다. 이에 따라 비씨카드의 신규/추가발급/갱신발급이 모두 종료되어 더 이상 비씨카드를 취급하지 않는다.
| 권역                      | 사용 지역 |
| ------------------------- | --- |
| 수도권                    | (여주, 양평, 파주, 하남, 안성, 가평, 연천, 동두천, 양주, 강화, 옹진은 제외. 단 화성시는 우정읍 석천리 기아자동차 공장 내에 있다. 일반인 출입은 불가능하며 일반인이 갈 때는 화성병점지점, 평택지점으로 가야한다.) · |
| 강원특별자치도            | 원주, 춘천, 강릉 |
| 충청권, 호남권            | 대전, 청주, 충주(이마트), 세종, 천안, 홍성 익산, 군산, 전주, 광주, 목포, 여수, 순천 |
| 영남(동남/대경권), 제주권 | 대구, 포항, 상주, 구미, 거제, 김해, 창원, 울산, 부산, 제주 |

취급 외환
고시 통화는 다음과 같다.
- 아시아
  -  일본 엔 (1,000, 5,000, 10,000)
  -  중화인민공화국 런민비 (1, 5, 10, 20, 50, 100)
  -  태국 밧 (20, 50, 100, 500, 1,000)
  -  싱가포르 달러 (2, 5, 10, 20, 50, 100, 1,000, 10,000)
  -  인도네시아 루피아 (100, 500, 1,000, 2,000, 5,000, 10,000, 20,000, 50,000, 100,000)
  -  홍콩 달러 (10, 20, 50, 100, 500, 1,000)
  -  말레이시아 링깃 (1, 2, 5, 10, 50, 100)

- 오세아니아
  -  오스트레일리아 달러 (5, 10, 20, 50, 100)
  -  뉴질랜드 달러 (5, 10, 20, 50, 100)

- 북아메리카
  -  미국 달러 (1, 2, 5, 10, 20, 50, 100)
  -  캐나다 달러 (5, 10, 20, 50, 100)

- 유럽
  -  유로 (5, 10, 20, 50, 100, 200, 500)
  -  영국 파운드 (5, 10, 20, 50)
  -  스웨덴 크로나 (20, 50, 100, 500, 1,000)
  -  노르웨이 크로네 (50, 100, 200, 500, 1,000)
  -  덴마크 크로네 (50, 100, 200, 500, 1,000)
  -  스위스 프랑 (10, 20, 50, 100, 500, 1,000)

- 중동/아프리카
  -  쿠웨이트 디나르 (1/4, 1/2, 1, 5, 10, 20)
  -  사우디아라비아 리얄 (1, 5, 10, 50, 100, 200, 500)
  -  아랍에미리트 디르함 (5, 10, 20, 50, 100, 200, 500)
  -  요르단 디나르 (1/2, 1, 5, 10, 20, 50)
  -  바레인 디나르 (1/2, 5, 10, 20)

## 같이 보기
- 스탠다드차타드 은행
- 삼성카드
- 현대카드
- 비씨카드
- JT저축은행
- A캐피탈
- 종각역 - 부역명이 SC제일은행이며, 공평동 본점과의 연결 통로가 있다.
- 대한민국의 금융기관 목록